# Zweeds Stadstransportmuseum

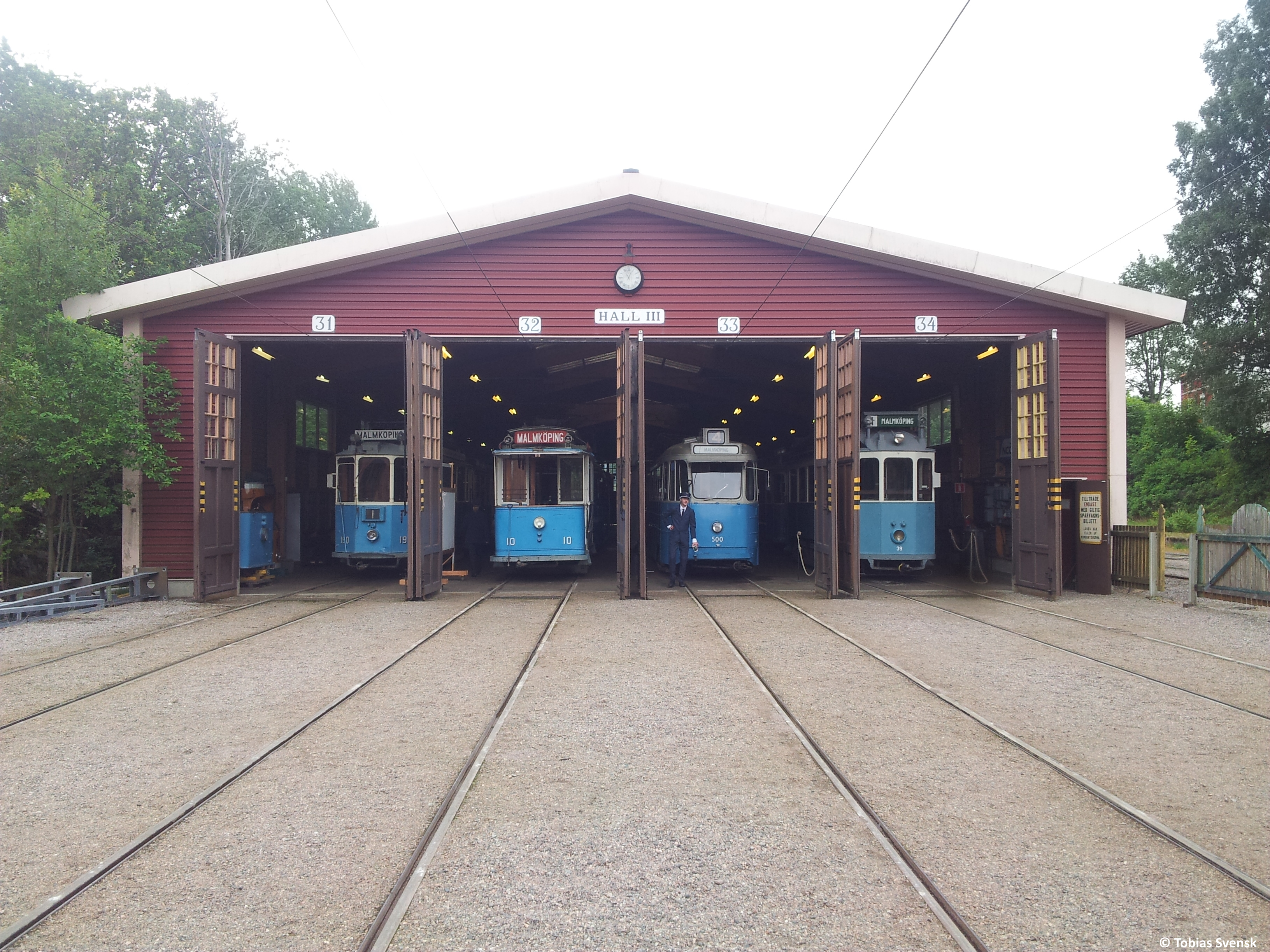
Zweeds Stadstransportmuseum

Het Zweeds Stadstransportmuseum (Zweeds: Sveriges Lokaltrafikmuseum; Engels: Swedish Urban Transport Museum) is een trammuseum in Malmköping, ten westen van de Zweedse hoofdstad Stockholm. Het wordt beheerd door Svenska Spårvägssällskapet (de Zweedse tramvereniging), een vrijwilligersorganisatie die vanaf 1969 het museum heeft opgebouwd. Onderhoud van trams en trambaan, alsmede de exploitatie van tram- en busdiensten, worden in eigen beheer uitgevoerd.

## Collectie
Het museum beschikt over meer dan veertig trams afkomstig van de twaalf Zweedse steden waar ooit trams hebben gereden. Een derde van de trams is in rijvaardige staat en beschikbaar voor de dienst op de museumtramlijn. De oudste tram dateert van 1903, de jongste trams zijn uit de jaren 1950. Er zijn ook nog 25 autobussen in de collectie. Het busmuseum werd geopend in 1999 bij de viering van 100 jaar busvervoer in Zweden.

## Museumtramlijn
Naast de collectie trams en attributen beschikt het museum ook over een museumtramlijn van Malmköping naar Hosjö met een lengte van 2,6 kilometer. De museumlijn (Museispårvägen Malmköping) werd geopend in 1969 en maakt gebruik van een gedeelte van de vroegere spoorlijn Stålboga – Skebokvarn, oorspronkelijk bekend als Mellersta Södermanlands Järnväg (Central-Södermanlandspoorweg). De spoorlijn is geëlektrificeerd en verder aangepast om beter aan te sluiten op de entourage van de elektrische trams. De museumtramlijn is enkelsporig en heeft twee passeerplaatsen. Tegenwoordig beschikt de lijn over keerlussen aan beide eindpunten, zodat ook de modernere eenrichtingtrams hier kunnen keren.
De tramdienst wordt uitgevoerd van half mei tot eind augustus in de weekenden, van eind juni tot half augustus dagelijks.

## Trams in gebruik op de museumtramlijn
- SSLidJ 5, US 10, HSS 11, MSS 34, SS 37, HSS 39, SS 143, GS 186, GS 190, SL 302, HSS 108, MSS 176, SS 915, SS 917, SL 604.

## Afbeeldingen

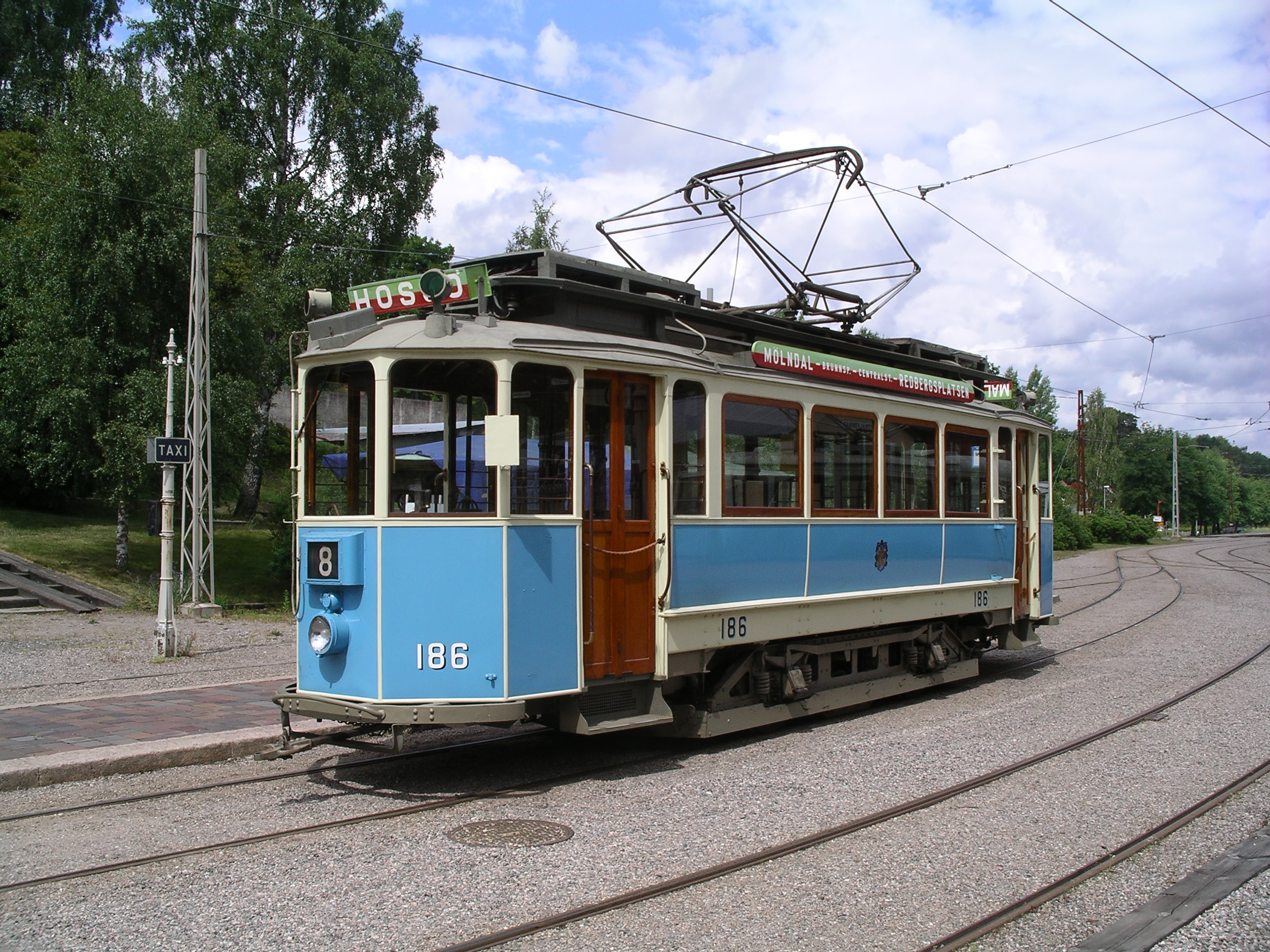
Motorwagen 186 van de Tram van Göteborg te Malmköping in 2008
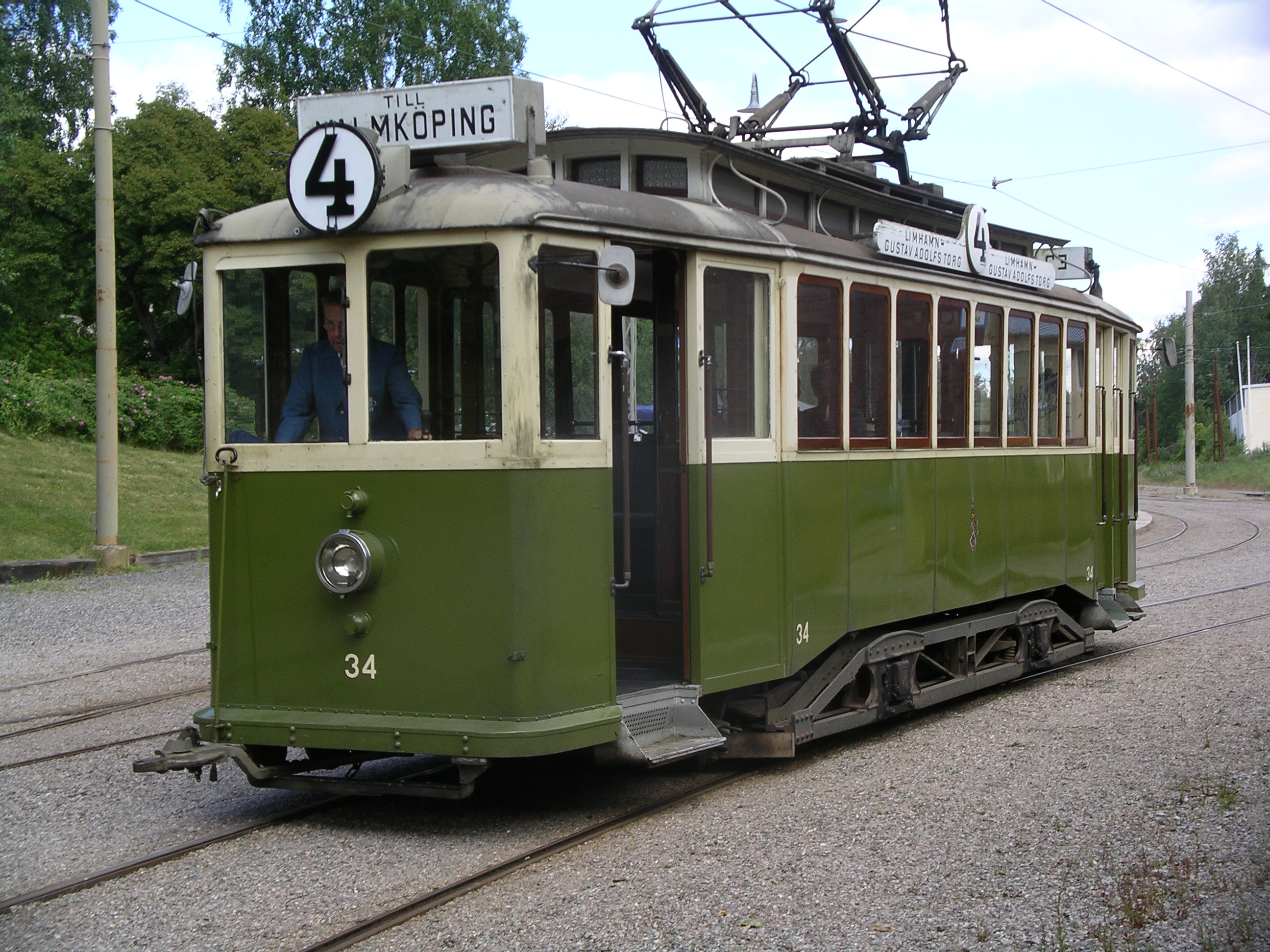
Motorwagen 34 van de Tram van Malmö te Malmköping in 2008
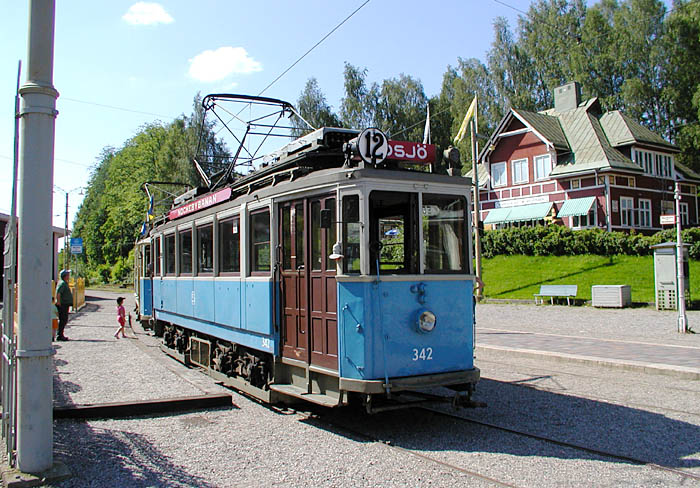
Motorwagen 342 van de Tram van Stockholm te Malmköping in 2006
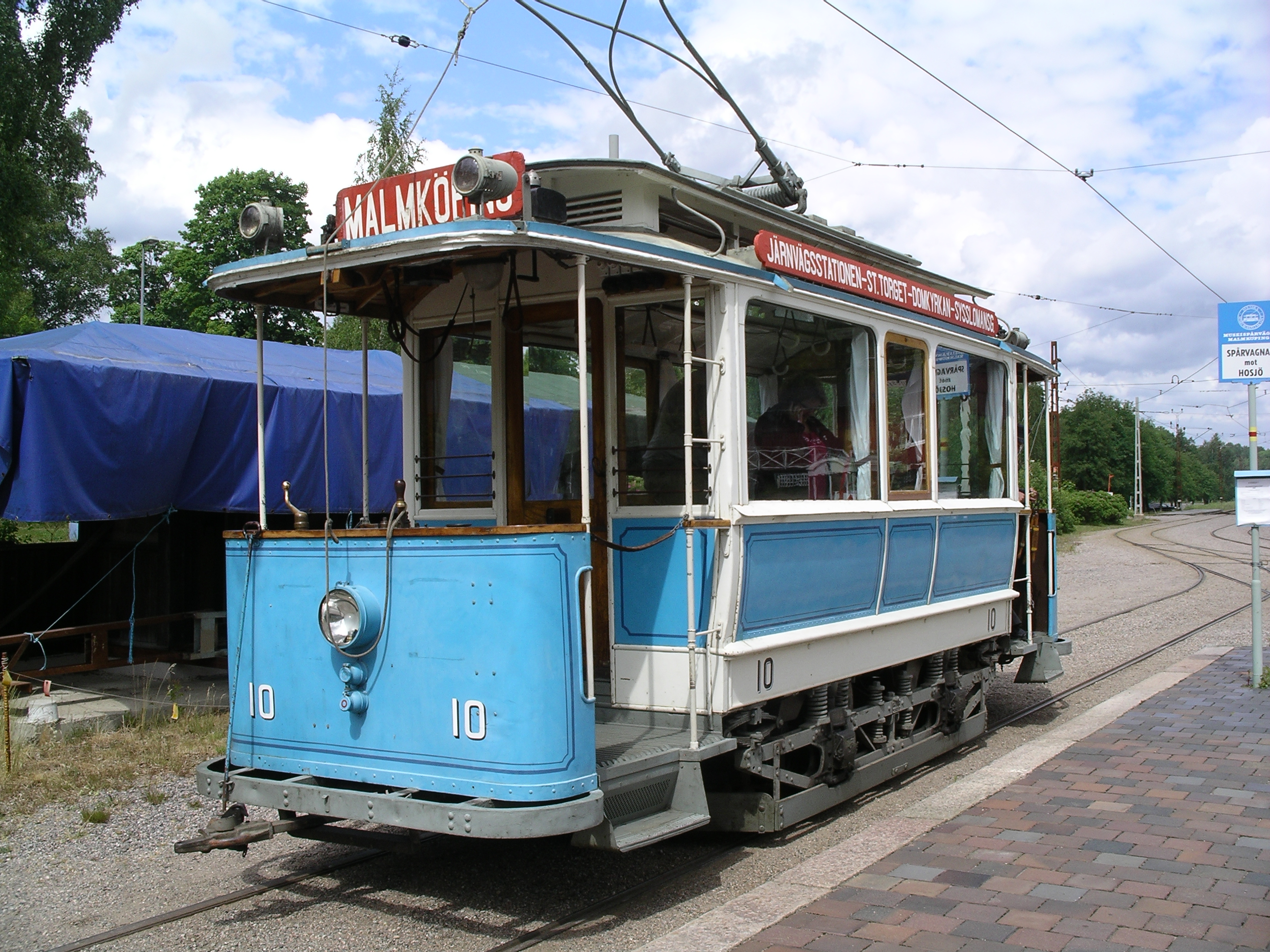
Motorwagen 10 van de Tram van Uppsala te Malmköping in 2008
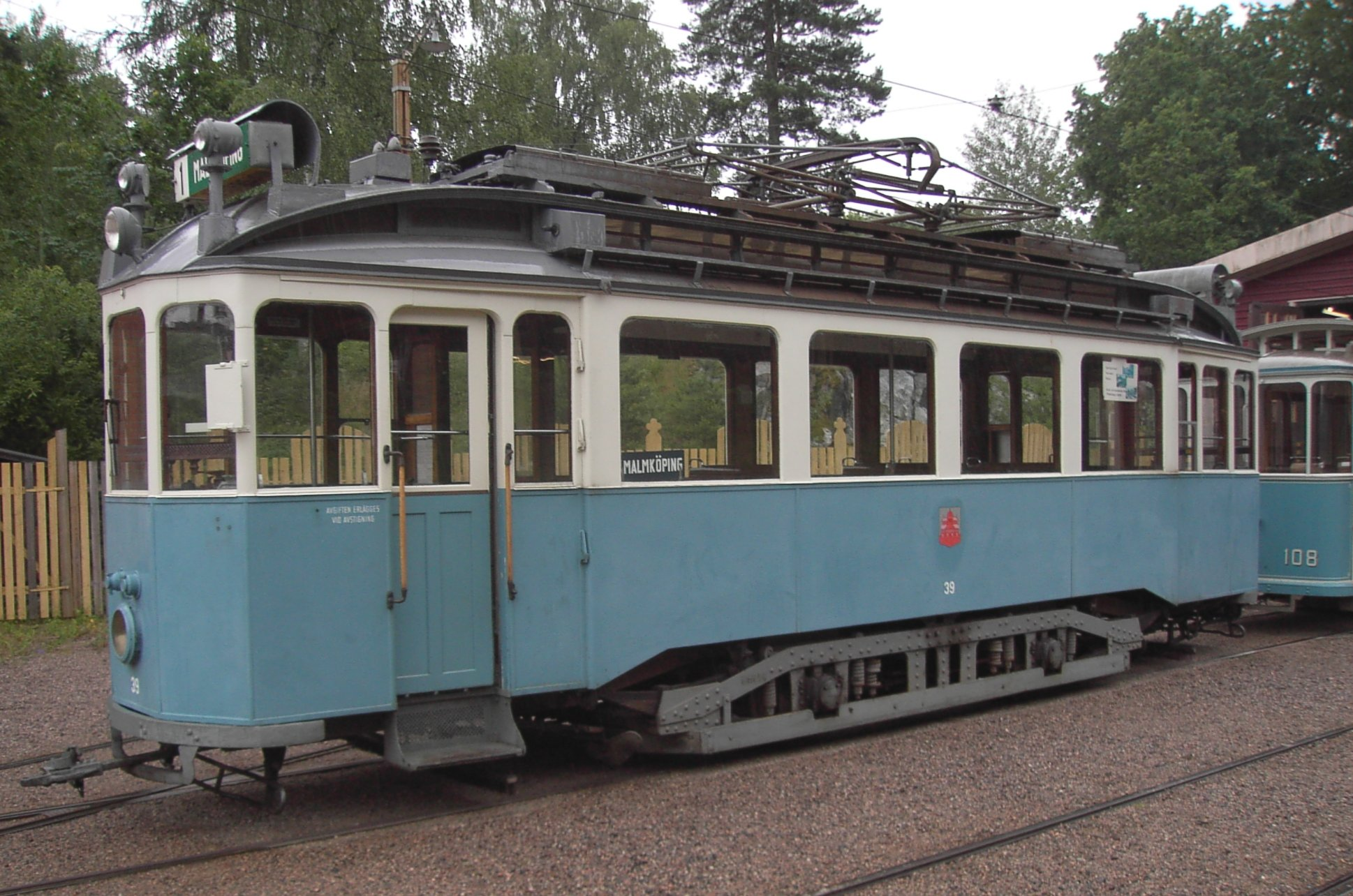
Motorwagen 39 van de Tram van Helsingborg op te Malmköping in 2007